# Sulzbach an der Murr
Sulzbach an der Murr è un comune tedesco di 5 453 abitanti, situato nel land del Baden-Württemberg.
Come dice la sua denominazione, si trova sulle rive della Murr, affluente del Neckar, ed è nel territorio di Sulzbach che la Murr riceve le acque del suo affluente Lauter.